# Vaticinia Nostradami

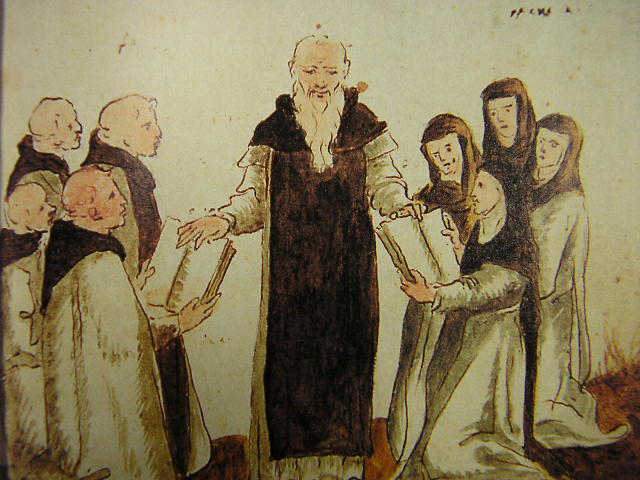
Imatge 3

El Vaticinia Michaelis Nostredami ad Cesarem Filium de Futuri Christi Vicarii, resumidament Vaticinis de Nostradamus, conegut també com el llibre perdut de Nostradamus, és una col·lecció de 80 aquarel·les, enquadernades com un còdex il·lustrat, que van ser descobertes el 1994 pels periodistes italians Enza Massa i Roberto Pinotti a la Biblioteca Nacional Central de Roma, la qual havia adquirit l'obra l'any 1880. Aquest document està inscrit a la Biblioteca com a Fons Vittorio Emanuele 307.
A la fitxa bibliotecària original de l'Orde de la Cartoixa afegida al manuscrit, es diu que les imatges pertanyien al metge vident francès conegut com a Nostradamus, de nom Michel de Notre-Dama (14 de desembre de 1503 - 2 de juliol de 1566) i que el còdex va ser portat a Roma pel seu fill César de Notre-Dama per ser donat al cardenal Maffeo Barberini, que seria posteriorment escollit Papa amb el nom d'Urbà VIII (Pontífex catòlic des del 1623 al 1644).

## Obres principals de Nostradamus
- Interpretation des Hyeroglyphes de Horapollo.
- Traité des Fardements et Confitures, Lyon 1556.
- Les Vrayes Centuries et Propheties de Maistre Michel Nostradamus, edicions originals d'Avignon 1556, Lyon 1558.
- Les Vrayes Centuries et Propheties de Maistre Michel Nostradamus, Lyon 1568 (edició pòstuma amb deu centúries),
- Les Vrayes Centuries et Propheties de Maistre Michel Nostradamus, Troyes 1610 (edició de la impremta reial amb dotze centúries)
- Vaticinia Michaelis Nostredami de Futuri Christi Vicarii ad Cesarem Filium (VE 307; Manuscrit de la Biblioteca Naz. de Roma)